# Lordsburg
Lordsburg és una població dels Estats Units i seu del comtat d'Hidalgo a l'estat de Nou Mèxic. Segons el cens del 2000 tenia 3.379 habitants.

## Demografia
Segons el cens del 2000, Lordsburg tenia 3.379 habitants, 1.220 habitatges, i 854 famílies. La densitat de població era de 155,7 habitants per km².
Dels 1.220 habitatges en un 36,9% hi vivien nens de menys de 18 anys, en un 46,5% hi vivien parelles casades, en un 18,6% dones solteres, i en un 30% no eren unitats familiars. En el 27,3% dels habitatges hi vivien persones soles el 12,4% de les quals corresponia a persones de 65 anys o més que vivien soles. El nombre mitjà de persones vivint en cada habitatge era de 2,7 i el nombre mitjà de persones que vivien en cada família era de 3,31.
Per edats la població es repartia de la següent manera: un 31,9% tenia menys de 18 anys, un 8,5% entre 18 i 24, un 25,6% entre 25 i 44, un 18,9% de 45 a 60 i un 15% 65 anys o més.
L'edat mediana era de 33 anys. Per cada 100 dones de 18 o més anys hi havia 89,4 homes.
La renda mediana per habitatge era de 21.036$ i la renda mediana per família de 28.026$. Els homes tenien una renda mediana de 25.952$ mentre que les dones 18.177$. La renda per capita de la població era de 10.877$. Aproximadament el 28,6% de les famílies i el 32,7% de la població estaven per davall del llindar de pobresa.

## Poblacions més properes
El següent diagrama mostra les poblacions més properes.